# Grace Potter and the Nocturnals (álbum)
Grace Potter & the Nocturnals es el tercer álbum de estudio y homónimo de la banda de rock estadounidense Grace Potter and the Nocturnals, publicado el 8 de junio de 2010. Es el primer álbum de la banda después de incluir dos nuevos miembros, el guitarrista Benny Yurco y la bajista Catherine Popper. El álbum fue originalmente «Medicine» después del tercer tema del álbum, y fue promocionado como tal en numerosas entrevistas y primeros comentarios, pero fue cambiado poco después del cambio de productor T-Bone Burnett a favor de Mark Batson. El álbum debutó en la posición número 19 en el Billboard Top 200. 

## Lista de canciones
*Todas las canciones fueron escritas por Grace Potter, excepto las que indiquen lo contrario
1. «Paris (Ooh La La)» (Potter) - 3:15
2. «Oasis» - 4:41
3. «Medicine» (Potter, Matt Burr, Scott Tournet) - 4:06
4. «Goodbye Kiss» (Potter) - 3:33
5. «Tiny Light» - 4:43
6. «Colors» (Potter) - 5:15
7. «Only Love» - 3:22
8. «Money» (Potter, David Poe) - 2:54
9. «One Short Night» (Potter) - 3:50
10. «Low Road» - 4:39
11. «That Phone» - 3:18
12. «Hot Summer Night» - 3:22
13. «Things I Never Needed» (Potter) - 4:11
14. «Fooling Myself» (iTunes Bonus Track) (Potter) - 5:25